# Hoholeve
Hoholeve (în ucraineană Гоголеве) este o așezare de tip urban din raionul Velîka Bahacika, regiunea Poltava, Ucraina. În afara localității principale, nu cuprinde și alte sate.

## Demografie
Componența lingvistică a așezării de tip urban Hoholeve
     Ucraineană (95,57%)
     Rusă (4,1%)
     Alte limbi (0,26%)
Conform recensământului din 2001, majoritatea populației așezării de tip urban Hoholeve era vorbitoare de ucraineană (95,57%), existând în minoritate și vorbitori de rusă (4,1%).